# Central City (Colorado)
Central City es una ciudad ubicada en los condados de Gilpin y Clear Creek en el estado estadounidense de Colorado. En el Censo de 2010 tenía una población de 663 habitantes y una densidad poblacional de 105,52 personas por km².

## Geografía
Central City se encuentra ubicada en las coordenadas 39°47′45″N 105°30′53″O / 39.79583, -105.51472. Según la Oficina del Censo de los Estados Unidos, Central City tiene una superficie total de 6.28 km², de la cual 6.28 km² corresponden a tierra firme y (0%) 0 km² es agua.

## Demografía
Según el censo de 2010, había 663 personas residiendo en Central City. La densidad de población era de 105,52 hab./km². De los 663 habitantes, Central City estaba compuesto por el 90.05% blancos, el 2.26% eran afroamericanos, el 1.96% eran amerindios, el 3.92% eran asiáticos, el 0.3% eran isleños del Pacífico, el 0.3% eran de otras razas y el 1.21% pertenecían a dos o más razas. Del total de la población el 11.01% eran hispanos o latinos de cualquier raza.